# Monumento ad Alessandro Rossi
Il monumento ad Alessandro Rossi è una scultura di Schio (Vicenza), opera del 1902 di Giulio Monteverde.
La statua fu realizzata su iniziativa di un comitato cittadino sorto con lo scopo di dedicare un monumento all'imprenditore Alessandro Rossi. Per tale incarico fu scelto lo scultore Giulio Monteverde, il quale circa un ventennio prima aveva realizzato, sempre a Schio, e proprio su commissione dello stesso Rossi, il celebre monumento al Tessitore. Solitamente gli abitanti di Schio chiamano la statua semplicemente "il monumento".

## Descrizione
La statua bronzea raffigura Alessandro Rossi in età matura, posto in piedi sopra una ruota dentata; la sua mano sinistra è appoggiata su dei libri posti su un tavolino al suo fianco. Rossi ha lo sguardo rivolto verso il centro cittadino.
A completare la composizione un fanciullo tenuto in grembo dalla madre porge al senatore un fiore. Questo gruppo in bronzo è posizionato sull'ultimo gradino del basamento quadrangolare in pietra che sostiene la scultura raffigurante Rossi.
La madre probabilmente rappresenta la città di Schio, che intende proporre alle generazioni future (il fanciullo) gli insegnamenti e la cultura rossiana. Il binomio scuola-lavoro, tanto caro al Rossi, viene richiamato dalla presenza dei libri e della ruota dentata.

## Storia
La statua, come citato, è nata su iniziativa di un comitato cittadino sorto con lo scopo di realizzare un monumento celebrativo per Alessandro Rossi, in seguito alla sua morte avvenuta nel 1898. Il comitato dopo lunghe discussioni e proposte alternative individuò quale luogo più idoneo per il posizionamento del monumento, l'ampio crocevia che separa il centro storico di Schio dal quartiere operaio - fatto costruire proprio da Rossi - di fronte alla chiesa di Sant'Antonio Abate, luogo nel quale si trova ancora oggi. Fu inaugurata il 12 ottobre 1902. Nel 2018 è stata oggetto di un'opera di restauro e pulitura.